# Al-Arin
Al-Arin (arab. العرين) – wieś w Syrii, w muhafazie Idlib. W 2004 roku liczyła 663 mieszkańców.